# Edgar Bain
Edgar Collins Bain (14 septembre 1891 - 27 novembre 1971) est un métallurgiste américain, membre de l'Académie nationale des sciences à partir de 1954.

## Biographie
Il a travaillé pour la société U.S. Steel. Ses sujets principaux d'étude furent les alliages et le traitement thermique de l'acier. La bainite est nommée en son honneur.
Il est né le 14 septembre 1891 près de LaRue, en Ohio, fils d'Alice Anne Collins Bain et de Milton Henry Bain, qui était d'origine écossaise. Il obtint un diplôme B.Sc. de l'Université d'État de l'Ohio en 1912. Il reçut son M.S. en 1916 et son doctorat en 1919 du même établissement. Il est notamment l'auteur de Functions of the Alloying Elements in Steel, un ouvrage de référence publié par ASM International. Il est décédé le 27 novembre 1971 à Edgeworth, en Pennsylvanie.